# Leo Allen
Leopold Rufus "Leo" Allen (nacido el 21 de noviembre de 1972 en Middleboro, Massachusetts) es un comediante y escritor Estadounidense, conocido como parte del equipo de la comedia "Slovin and Allen".

## Carrera
Allen ha estado llevando a cabo la comedia stand-up desde finales de 1990. En 2001, Allen, junto con su compañero de escritura, Eric Slovin, protagonizó su propio especial de "Comedy Central Presents" que contó con sketches, como "Time Machine" y "Turkey Slapper". Slovin y Allen pasaron a escribir para"Saturday Night Live" de 2002 a 2005. 
Él apareció en la película cómica de 1997, Who's the Caboose? protagonizada por Sarah Silverman.
Un veterano de numerosos clubes de comedia de Nueva York, Allen actúa solitario y como parte del dúo "Slovin and Allen". Ha realizado giras con comediantes tales como Eugene Mirman, Demetri Martin, Todd Barry, Michael Showalter y otros. Actualmente presenta "Whiplash" en Upright Citizen's Brigade Theatre en Nueva York, por el que fue nominado en 2009 al  Premio ECNY como Mejor Conductor. 
A partir de septiembre de 2005, Allen se retó a leer 100 libros en un año. 
La escritura de Allen ha aparecido en el New York Times Magazine.
Allen coprotagonista en la serie de comedia Jon Benjamin Has a Van, que se desarrolló en Comedy Central por una temporada en 2011. También fue cocreador de la serie y productor ejecutivo. 
Allen fue escritor y productor ejecutivo de la primera temporada de IFC series Comedy Bang Bang, que se emitió en 2012. Apareció como invitado en el tercer episodio haciendo el papel de un hombre que come bicicletas.